# Municipio de Bunn
El municipio de Bunn (en inglés: Bunn Township) es un municipio ubicado en el condado de Dallas en el estado estadounidense de Arkansas. En el año 2010 tenía una población de 18 habitantes y una densidad poblacional de 0,19 personas por km².

## Geografía
El municipio de Bunn se encuentra ubicado en las coordenadas 34°1′29″N 92°31′44″O / 34.02472, -92.52889. Según la Oficina del Censo de los Estados Unidos, el municipio tiene una superficie total de 92.61 km², de la cual 92,59 km² corresponden a tierra firme y (0,02 %) 0,02 km² es agua.

## Demografía
Según el censo de 2010, había 18 personas residiendo en el municipio de Bunn. La densidad de población era de 0,19 hab./km². De los 18 habitantes, el municipio de Bunn estaba compuesto por el 94,44 % blancos, el 5,56 % eran afroamericanos. Del total de la población el 0 % eran hispanos o latinos de cualquier raza.